# 格拉尼蒂
格拉尼蒂（義大利語：Graniti），是意大利西西里大区墨西拿廣域市的一个市镇。总面积9平方公里，人口1540人，人口密度171.1人/平方公里（2009年）。ISTAT代码为083034。